# Jezioro Izumrudnoje
Jezioro Izumrudnoje (ros. Озеро Изумрудное, co po polsku oznacza Jezioro Szmaragdowe) – jezioro położone w Kazaniu, powstałe wskutek wypełnienia wodami Wołgi obszaru wyeksploatowanego kamieniołomu Judinskij (ros. Юдинский).
Głębokość, z której wydobywano urobek – a więc i głębokość jeziora – sięga 10 metrów. Ze względu na charakter powstania zbiornika, w niektórych miejscach jego dno gwałtownie opada – nawet o 4 do 5 metrów.
Na brzegu jeziora znajduje się zagospodarowana i strzeżona plaża, wypożyczalnia łodzi, sezonowy park wodny oraz boiska i atrakcje dla dzieci. Na jeziorze organizuje się także szkolenia nurkowe (ze względu na swój charakter, zbiornik posiada bardzo przejrzystą wodę).
Jezioro jest otoczone lasami sosnowymi. W jego okolicach zatrzymują się autobusy komunikacji miejskiej; w pobliżu plaży znajduje się także stacja kolei dziecięcej.